# Tintin (serietidning)
Tintin (Le Journal de Tintin) var en franskspråkig serietidning utgiven åren 1946–1989. Den gavs ut av det belgiska förlaget Le Lombard och publicerade serien med samma namn samt ett antal fransk-belgiska serier. Tidningen var huvudkonkurrent till Le journal de Spirou, och de båda tidningarnas serier beskrevs ofta som Brysselskolan respektive Marcinelleskolan (efter de båda utgivningsorterna).
Vid sidan om den franskspråkiga versionen kom tidningen även i en variant på nederländska, under namnet Kuifje (Tintin på nederländska).

## Historik
Tintin kom ut med sitt första nummer 26 september 1946. Det numret distribuerades även i Kanada. Något senare startade även en nederländskspråkig version av tidningen under titeln Kuifje. 1948 startades en separat fransk upplaga, för distribution i Frankrike och Schweiz och med delvis annat innehåll.

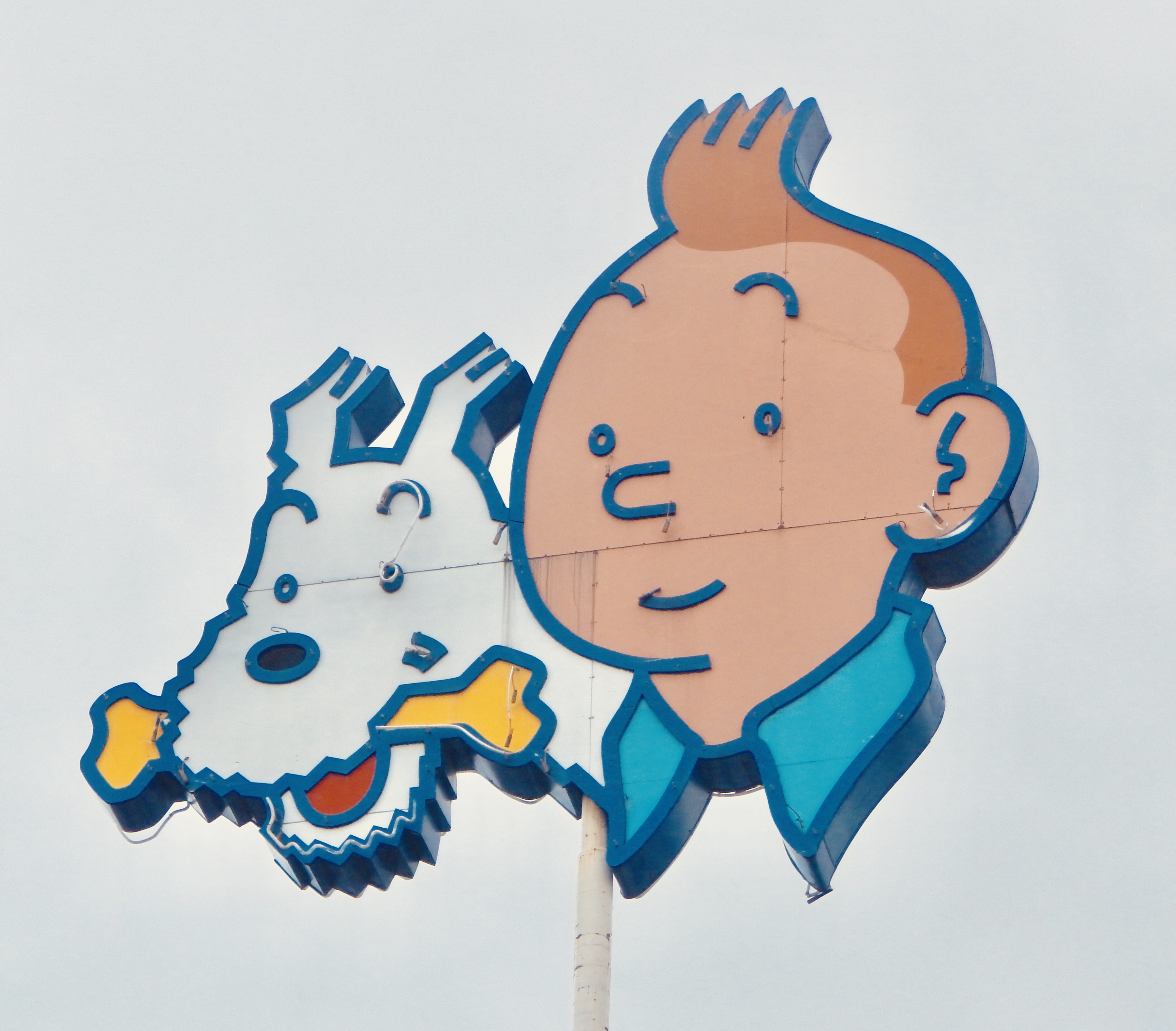
Tidningen Tintin gavs ut av förlaget Le Lombard, som än idag har Tintin och Milou på redaktionsbyggnadens tak.

Tidningen startades i samband med återstarten av Tintins äventyr efter andra världskriget. Den serien hade grundats som en tidningsserie i Le Petit Vingtième och senare publicerats i dagstidningen Le Soir. Idén till en egen tidning för Hergés succéserie inspirerades även av Spirou, som redan från starten 1938 kopplats till sin egen serietidning – Le journal de Spirou. Serietidningen Tintin gavs från starten ut av det nystartade förlaget Le Lombard, som med bas i Bryssel koncentrerade sig på utgivningen av tidningen samt seriealbum med återutgivning av serier från tidningen. Vissa serier från Tintin – inklusive titelserien – gavs dock även i fortsätningen ut på Casterman.
Redan från första numret sattes tonen i tidningen, med bland annat 12 sidor ur Solens tempel, Corentin (av Paul Cuvelier) och Svärdfiskens hemlighet (ur Edgar P. Jacobs Blake och Mortimer).
Den separata Frankrike-utgivna upplagan av tidningen lades ner 1973. När den franska upplagan lades ner i januari 1973 införde tidningen ett nytt tidningshuvud med titeln Tintin – l'hebdoptimiste ('Tintin – veckoptimisten'). 
I november 1988 upphörde utgivningen av Tintin. Tidningen var en av många fransk-belgiska serietidningar som lades ner ungefär samtidigt, vid en tid då allt fler av serieläsarna gått över till att köpa serier endast i albumform. Studios Hergé, som ägde utgivningsrättigheterna kopplade till figuren Tintin, startade då på egen hand tidningen Tintin reporter, vilken dock upphörde efter några månader. Le Lombard lanserade i september 1989 den liknande serietidningen Hello Bédé, som gavs ut fram till 1993.

### Chefredaktörer
Nedan listas Tintins chefredaktörer från starten och fram till nedläggningen 1988. Dessutom finns (en påbörjad) listning av chefredaktörerna för de båda efterföljarna.
- 1946–1947 • Jacques Van Melkebeke
- 1947–1959 • André Fernez
- 1959–1965 • Marcel Dehaye
- 1965–1974 • Greg
- 1974–1976 • Henri Desclez
- 1976–1979 • André-Paul Duchâteau
- 1979–1988 • Jean-Luc Vernal
- 1992–19?? • Yves Sente

## Publicerade serier (urval)
- Blake et Mortimer (Blake och Mortimer)
- Alix
- Michel Vaillant
- Ric Hochet (Rick Hart)
- Les Aventures de Tintin (Tintins äventyr)
- Quick et Flupke (Smecken & Sulan)